# Estação Colonia Jardín
Colonia Jardín é uma estação da Linha 10 do Metro de Madrid.